# Pont de Tonneins
Die Pont de Tonneins ist die einzige Brücke, die den am rechten Ufer der Garonne liegenden Ort Tonneins im Département Lot-et-Garonne in der französischen Region Nouvelle-Aquitaine mit den Gebieten südlich des Flusses verbindet.
Die Straßenbrücke mit zwei Fahrspuren und beidseits schmalen Gehwegen führt die Route départementale D120 über den Fluss. Sie hat fünf Öffnungen mit weiten, flachen Bögen über dem Fluss und jeweils einen schmalen Rundbogen in den Widerlagern für einen Durchlass am Ufer. Die Fahrbahndecke steigt von beiden Seiten leicht zur Mitte des größten Bogens hin an.
Eugène Freyssinet übernahm bei seinem Entwurf der Brücke Stilmerkmale der 1632 fertiggestellten Pont Neuf im flussaufwärts liegenden, 160 km entfernten Toulouse: Die Pfeiler ragen nicht sehr hoch aus dem Wasser. Die in hellgrauem Stahlbeton ausgeführten Bögen lassen über den Pfeilern große, mit ebenfalls hellgrauen Rundbögen abgeschlossene Öffnungen frei, die an die Löwenmäuler oder Geuloirs der Pont Neuf erinnern. Die noch verbleibenden Flächen der Zwickel wurden, ebenso wie in Toulouse, mit Ziegelsteinen verkleidet. Beim Blick in die Öffnungen ist erkennbar, dass die Zwickel hier aus sechs dünnen, parallelen Betonscheiben mit offenen Zwischenräumen bestehen. Die Bauweise mit Stahlbeton erlaubte nicht nur weitere und leichter erscheinende Bögen, sondern auch eine deutlich über die Bogenkonstruktion auskragende Fahrbahnplatte.
Die Öffnungen sollen bei Hochwasser den Wasserdruck auf die Brücke vermindern. Die Garonne steigt immer wieder so hoch an, dass Wasser durch die Öffnungen strömt.
Das Bauwerk ist einschließlich der Widerlager insgesamt 240 m lang. Die Pfeilerachsabstände der Hauptöffnungen betragen 41,5 m für die mittlere Öffnung und 37,5 m für die seitlichen Öffnungen.

## Geschichte
Die erste Brücke an dieser Stelle war eine 1832 von Jules Seguin und Ferdinand Jean Bayard de la Vingtrie errichtete, 194 m lange Hängebrücke mit drei Öffnungen.
Die gegenwärtige Brücke wurde nach dem Entwurf von Freyssinet von den Entreprises Limousin (Procédés Freyssinet) in den Jahren 1919 bis 1922 gebaut.